# Paragaleodes nesterovi
Espèce
Paragaleodes nesterovi est une espèce de solifuges de la famille des Galeodidae.

## Distribution
Cette espèce se rencontre en Irak et en Azerbaïdjan.

## Description
Le mâle holotype mesure 34 mm

## Étymologie
Cette espèce est nommée en l'honneur de Petr Vladimirovic Nesterov.

## Publication originale
- Birula, 1916 : « A new species of Paragaleodes (Solifugae) from Kurdistan. » Revue Russe d'Entomologie, vol. 16, p. 72-74 (texte intégral).